# Winter's
Winter's es una popular marca peruana de chocolates y otros productos alimenticios que son propiedad de la Compañía Nacional de Chocolates de Perú.

## Historia
La marca fue fundada en 1997 por Good Foods S.A., el exportador de chocolate más grande de Perú. con sede en Lima, el mayor exportador peruano de chocolates. El 1 de febrero de 2007, el conglomerado alimentario colombiano Grupo Nacional de Chocolates compró Good Foods S.A. y la marca Winter's por 36 millones de dólares estadounidenses a través de su filial peruana Compañía Nacional de Chocolates de Perú S.A.

## Productos
Winter's tiene más de cuarenta marcas en su cartera de productos, incluidos cacaos, modificadores de leche, chocolates, galletas, dulces, chicles, pastillas, goma de mascar, glaseados, dulces de crema, malvaviscos y panetones.
- Chocopunch: Un dulce de crema similar al glaseado de pasteles que se vende en recipientes pequeños empaquetados con un palito de plástico para comer el producto.[4]